# Lori Bettison-Varga
Lori Bettison-Varga (nascida por volta de 1962) é uma geóloga americana e administradora académica. Ela é a presidente do Museu de História Natural de Los Angeles. Anteriormente, foi presidente do Scripps College e ocupou cargos no Pomona College, no College of Wooster e no Whitman College.